# Ґрадно
Ґрадно (словен. Gradno) — мале поселення в общині Брда, Регіон Горишка, Словенія. Висота над рівнем моря: 200,3 м. До 1952 поселення носило назву словен. Grabno.